# Alicia Partnoy
Alicia Mabel Partnoy (1955, Bahía Blanca, Argentina) es una activista en derechos humanos, escritora, poeta, y traductora.

## Biografía
Luego del fallecimiento del presidente Tte. Gral. Juan Perón, muchos militantes estudiantes del ala izquierdista del Partido Político Peronista, organizados con fervor en las Universidades del país, y con trabajadores, fueron perseguidos, torturados y encarcelados. Con el golpe cívico-militar del 24 de marzo de 1976 (48 años) y la dictadura cívico-militar, hasta 1983, innumerables sujetos comenzaron a convertirse en desaparecidos forzados. Partnoy fue una de las que sufrieron a través de durísimas pruebas para terminar convirtiéndose en una presa política. Partnoy había comenzado a militar como activista de la Juventud Peronista, en el brazo universitario JUP, mientras concurría a la Universidad Nacional del Sur.
Fue sacada violentamente, de su casa, con su hija de 18 meses de edad, el 12 de enero de 1977, por tropas de irregulares del Ejército Argentino, y desaparecieron por tres meses y medio. Durante ese periodo, las tuvieron clandestinamente prisioneras en el centro clandestino de detención La Escuelita en cercanías de la ciudad sureña bonaerense de Bahía Blanca Luego de ese periodo tenebroso, fue "blanqueada" y fue encarcelada por un total de tres años en diferentes establecimientos carcelarios. Durante tres meses y medio, Partnoy tuvo los ojos vendados, y fue brutalmente golpeada, hambreada, molestada y obligada a vivir en condiciones inhumanas. Y luego fue trasladada desde el campo clandestino de concentración a la prisión de Villa Floresta de Bahía Blanca, donde permaneció durante seis meses, sólo para ser trasladada nuevamente a otra cárcel. Pasó así un total de dos años y medio como prisionera de conciencia, sin cargos.
En 1979, fue obligada a abandonar el país, y se trasladó a Estados Unidos donde pudo reunirse con su hija y su esposo. En 1985, pudo contar su historia de lo que le había sucedido en "La Escuelita", en un libro del mismo nombre. El mundo comenzó a abrir los ojos sobre el tratamiento a mujeres y hombres, en referencia a las desapariciones de Latinoamérica y el adoctrinamiento de sus Fuerzas Armadas por parte de los estadounidenses.
Alicia Partnoy ha testificado ante las Naciones Unidas, la Organización de Estados Americanos, Amnesty International, y la Comisión Nacional sobre la Desaparición de Personas. Así sus testimonios fueron registrados en la compilación de testimoniales por dicha Comisión.
Actualmente vive en Los Ángeles, California, CA y enseña en la Loyola Marymount University
En junio de 2007, una colección de sus poemas aparecieron en la segunda edición de Poesía hebrea de vanguardia, en la revista de crítica Dakaa דקה - כתב-עת de Eran Tzelgov.

## Educación
Alicia Partnoy estudiaba Literatura en la Universidad Nacional del Sur en Bahía Blanca, Argentina. Estudió desde el año 1973 hasta el año 1976 pero no pudo recibirse debido a su captura como presa política. Años después, estudió brevemente en la Universidad del Distrito de Columbia en Washington D. C., EE. UU.. Adicionalmente, obtuvo un Certificado en Traducción de la Universidad Americana en 1987. Hizo su maestría en Literatura de la Universidad Católica de América en 1991 y luego obtuvo el título de doctora en filosofía y letras en la misma institución.

## Algunas publicaciones
- alicia m. Partnoy. 1996. The human rights of women. Editor Dickinson School of Law.

### Libros
- don Davis, kate Gale, alicia m. Partnoy. 2010. Río de Sangre. Traducido por Alicia M. Partnoy. 2ª edición de Red Hen Press, 88 pp. ISBN 1-59709-746-2

- alicia m. Partnoy. 2006. La escuelita. Caribe Sur. Editor La Bohemia, 123 pp. ISBN 987-1019-31-9

- ---------------------. 2005. Volando bajito. Editor Red Hen Press, 83 pp. ISBN 1-59709-002-6

- ---------------------. 1998. The little school: tales of disappearance & survival. Midnight Editions Series. Debut literature. 2ª edición	ilustrada, reimpresa de Cleis Press, 136 pp. ISBN 1573440299

- ---------------------. 1997. Discurso de la solidaridad en los poemarios testimoniales de Argentina, Chile y Uruguay. Editor Catholic University of America. 208 pp.

- ---------------------. 1997. The discourse of solidarity in testimonial "poemarios" from Argentina, Chile, and Uruguay. Editor Spanish-Catholic University of America, 416 pp.

- ---------------------. 1992. Revenge of the Apple/Venganza de la Manzana. Traducido por Alicia Partnoy. Edición ilustrada de Cleis Press, 99 pp. ISBN 0-939416-63-8 poemas en línea

- ---------------------. 1988. You can't drown the fire: Latin American women writing in exile. Editor Cleis, 258 pp. ISBN 0-939416-16-6
- Happier as a Woman: Transforming Friendships, Transforming Lives. Alicia Partnoy y Martina Ramirez.

### Exposiciones
- gail Wronsky, ramón García, alicia m. Partnoy. 2011. What Books Press II, miércoles, 19 de enero de 2011, 19:30 a 22:00[14]

### Como editora
- You can't drown the fire. Latin American women writing in exile. Cleis Press, San Francisco, Calif. 1988, ISBN 0-939416-16-6.

## Vida privada
Alicia Partnoy tiene tres hijas: la primera con Carlos Samuel Sanabria, Ruth Irupé, a quien menciona en sus cuentos y poesías escritos desde la prisión, y Eva Victoria y Anahí Paz, nacidas en Estados Unidos. Actualmente vive con su esposo Antonio en Los Ángeles.